# Викарий
Вика́рий (лат. vicarius — ‘заместитель’, ‘наместник’) в исторических церквях — епископ, не имеющий своей епархии и помогающий в управлении епархиальному епископу.

## В Римской и Священной Римской империях
После римских императоров Диоклетиана и Константина Великого викарием назывался правитель диоцеза (области) Римской империи, подчинённый префекту.
В Священной Римской империи — регент, заменявший императора во время междуцарствия или в случае болезни, несовершеннолетия или продолжительного отсутствия главы империи.

## В православии
В Православной Церкви викарий (викарный епископ, викарный архиерей) — епископ, не имеющий своей епархии и помогающий в управлении правящему епархиальному епископу, — практически то же самое, что хорепископ. Викарию может делегироваться в управление часть епархии в определённых границах — викариатство (также викариат). В отличие от правящего епископа, носящего титул, соответствующий месту его пребывания и территории, находящейся под его канонической юрисдикцией, викарий может носить титул:
- соответствующий территории части епархии — викариатству, — данной ему в управление;
- по городу, находящемуся в пределах епархии, в котором может (но не обязательно) находиться место пребывания или место периодического служения викария, на деле являющегося помощником епархиального епископа по общеепархиальным вопросам;
- по имени ранее упразднённой кафедры безотносительно к епархии или местности, где он в действительности служит. Такой викарий может именоваться титулярным.

## В католичестве
В Римско-католической церкви (См. статью Ауксилиарий) епископ, не имеющий своей епархии и помогающий в управлении епархиальному епископу (термины-синонимы: Ауксилиарий, вспомогательный епископ, епископ-помощник), а также штатный приходской священник, помогающий настоятелю.
- Викарий Христа (лат. vicarius Christi) — титул папы римского[1].
- Апостольский викарий (лат. vicarius apostolicus) — епископ или священник, назначаемый Святым Престолом для управления апостольским викариатом.
- Генеральный викарий Ватикана (лат. vicarius generalis) — представитель епархиального епископа в области общего управления, в этом качестве выполняет ту же функцию, что и ординарий[1].
- Епископский викарий (лат. vicarius episcopalis) — представитель епархиального епископа в области управления;
- Окружной викарий (лат. vicarius foraneus) — священник, возглавляющий окружной викариат (деканат).
- Приходской викарий (лат. vicarius paroecialis) — приходской священник, назначаемый для помощи приходскому настоятелю в пастырском служении во всём приходе, в определённой его части или для некоторой группы прихожан, а также для несения определённого служения сразу в нескольких приходах. В приходе может быть назначен один приходской викарий или несколько. Приходской викарий назначается епархиальным епископом; он обязан замещать приходского настоятеля в его отсутствие.
- Судебный викарий — судья в епархиальном суде, назначается епархиальным епископом, составляет единый суд вместе с епископом; не может рассматривать дела, которые епископ оставил за собой.

## В англиканстве
Термин англ. vicar в англиканской церкви в беллетристике часто переводится как «викарий», что по существу неверно, так как исторически этот англиканский термин обозначает второго — после пастора — приходского священника, младшего по отношению к rector. Англоязычный аналог русского термина «викарий (викарный епископ)» в англиканской церкви — Suffragan bishop, а в Католической Церкви — Auxiliary bishop.